# Apomys insignis
{{#ifeq:0|0|{{#if:|{{#if:Apomysinsignis|[[]}}|}}}}
Apomys insignis — вид гризунів родини мишевих (Muridae). Зустрічається тільки на Філіппінах. У рівнинних лісах цей вид вже не зустрічається. Він досягає найбільшої чисельності в гірських районах, віддаючи перевагу первинним лісам, але також трапляючись у порушених лісах (наприклад, через низькі рубки та природні порушення, такі як зсуви). Ймовірно, його нема в районах, де домінує людина, таких як сільськогосподарські території та луки.